# ستيفان هانسون
ستيفان هانسون هو لاعب كرة قدم ومدرب كرة قدم سويدي، ولد في 6 ديسمبر 1957 في Svalöv ‏ في السويد. لعب مع سان خوزيه إيرث كويكس.